# Mötet i Stockholm 1504
Mötet i Stockholm i januari 1504 var en sammankomst som hölls i Stockholm för att diskutera och besluta om Sveriges angelägenheter. Det inleddes den 21 januari 1504 och avslutades den 30 januari 1504.
Sten Sture avled 14 december 1503 i Jönköping. I mötet i Stockholm valdes sedan Svante Nilsson till ny riksföreståndare 21 januari 1504. 